# تپه دیبه داشی
تپه دیبه داشی مربوط به سده‌های میانه و متاخر دوران‌های تاریخی پس از اسلام است و در شهرستان مراغه، بخش سراجو، دهستان سراجوی شمالی، ۳۰۰ متری روستای قراجه قیه واقع شده و این اثر در تاریخ ۱۸ اسفند ۱۳۸۷ با شمارهٔ ثبت ۲۵۲۲۳ به‌عنوان یکی از آثار ملی ایران به ثبت رسیده است.